# Список банков, лишённых лицензии в 2005 году (Россия)

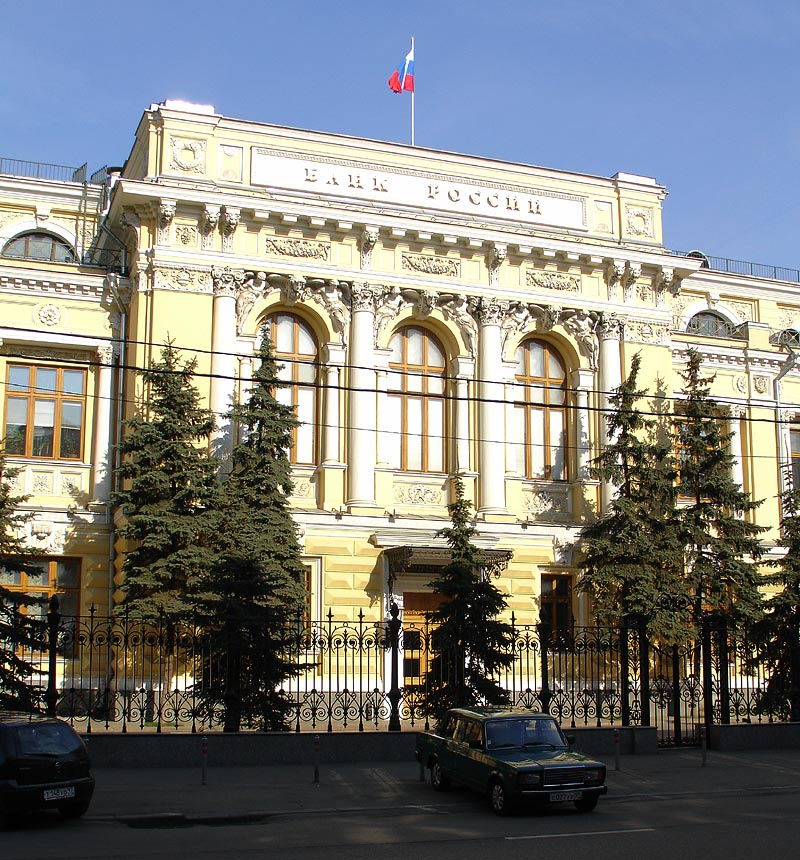
Здание Центрального Банка России на Неглинной

В список включены все кредитные организации России, у которых в 2005 году была отозвана или аннулирована лицензия на осуществление банковской деятельности.
В 2005 году Центральным Банком России были отозваны 35 лицензий у кредитных организаций, также у 18 кредитных организаций лицензии были аннулированы. Больше всего кредитных организаций лишились лицензий в сентябре, в этом месяце были отозваны лицензии у пяти организаций и у пяти банков лицензии были аннулированы. Меньше всего в апреле — в этом месяце была закрыта одна кредитная организация.

## Легенда
Список разбит на два раздела по полугодиям 2005 года. Внутри разделов организации отсортированы по месяцам, внутри месяца по датам закрытия, внутри одной даты по номеру документа об отзыве или аннулировании лицензии.
| Таблица: - Дата — дата отзыва/аннулирования лицензии. - Приказ — номер приказа или иного документа об отзыве/аннулировании лицензии. - Регион — населённый пункт или регион регистрации банка. - Причина — основные причины отзыва или аннулирования лицензии организации. Выделение строк цветом: - — выделение светло-зелёным цветом означает, что лицензия организации была аннулирована. - — выделение светло-жёлтым цветом означает, что лицензия организации была отозвана. | Сокращения: - АБ — акционерный банк. - АКБ — акционерный коммерческий банк. - АО — акционерное общество. - ЗАО — закрытое акционерное общество. - КБ — коммерческий банк. - МНКО — муниципальная небанковская кредитная организация. - МКБ — международный коммерческий банк. - НКО — небанковская кредитная организация. - ОАО — открытое акционерное общество. - ООО — общество с ограниченной ответственностью. - РНКО — расчётная небанковская кредитная организация. - САКБ — совместный акционерный коммерческий банк. - ФКК — финансово-кредитная компания. |

## 1 полугодие
В разделе приведены все кредитные организации, у которых в 1-м полугодии 2005 года была отозвана или аннулирована лицензия.
| Наименование                                                        | Основ. | Лиц.   | Дата       | Приказ        | Регион          | Причина | Прим.         |
| ------------------------------------------------------------------- | ------ | ------ | ---------- | ------------- | --------------- | --- | ------------- |
| Январь                                                              |        |        |            |               |                 | |               |
| ЗАО АКБ «Онэст Банк»                                                | 1994   | 2959   | 12.01.2005 | ОД-5          | Москва          | Неисполнение федеральных законов, регулирующих банковскую деятельность. Неисполнение нормативных актов Банка России. Несвоевременное удовлетворение требований отдельных кредиторов. Наличие реальной угрозы интересам кредиторов и вкладчиков. | [ 3 ] [ 4 ]   |
| ОАО АКБ «Союзобщемашбанк»                                           | 1994   | 3162   | 19.01.2005 | ОД-19         | Москва          | Неисполнение федеральных законов, регулирующих банковскую деятельность. Неисполнение нормативных актов Банка России. Существенная недостоверность отчётности. Неспособность удовлетворить требования кредиторов. Наличие реальной угрозы интересам кредиторов и вкладчиков.                                                                         | [ 5 ] [ 6 ]   |
| ОАО МКБ «Кристалбанк»                                               | 1992   | 1934   | 27.01.2005 | ОД-41         | Москва          | Неисполнение федеральных законов, регулирующих банковскую деятельность. Неисполнение нормативных актов Банка России. Существенная недостоверность отчётности. Неисполнение требований кредиторов. Наличие реальной угрозы интересам кредиторов и вкладчиков.                                                                                        | [ 7 ] [ 8 ]   |
| Февраль                                                             |        |        |            |               |                 | |               |
| ОАО САКБ «АКА Банк»                                                 | 1992   | 2057   | 10.02.2005 | ОД-62         | Москва          | Неисполнение федеральных законов, регулирующих банковскую деятельность. Неисполнение нормативных актов Банка России. Неоднократное нарушение требований Федерального закона № 115-ФЗ. | [ 9 ] [ 10 ]  |
| ЗАО КБ «Олимпийский»                                                | 1991   | 1625   | 10.02.2005 | ОД-64         | Москва          | Неспособность удовлетворить требования кредиторов. Существенная недостоверность отчётности. Наличие реальной угрозы интересам кредиторов и вкладчиков. | [ 11 ] [ 12 ] |
| ОАО АКБ «Русский Генеральный Банк»                                  | 1994   | 2814   | 10.02.2005 | 2057711001632 | Москва          | Присоединён к ОАО «Инвестсбербанк». | [ 13 ] [ 14 ] |
| ОАО Банк «Пермкредит»                                               | 1996   | 3301   | 22.02.2005 | 2055900002475 | Пермь           | Присоединён к КБ «Уральский финансовый дом». | [ 15 ] [ 16 ] |
| ОАО «Уральский промышленно-строительный банк» («Уралпромстройбанк») | 1990   | 698    | 22.02.2005 | 2057806600014 | Екатеринбург    | Присоединён к ОАО «Промышленно-Строительный Банк». | [ 17 ] [ 18 ] |
| Март                                                                |        |        |            |               |                 | |               |
| ООО КБ «Национальный Расчетный Банк» («НРБ»)                        | 1994   | 2899   | 11.03.2005 | ОД-112        | Москва          | Неисполнение федеральных законов, регулирующих банковскую деятельность. Неисполнение нормативных актов Банка России. Существенная недостоверность отчётности. Снижение величины достаточности капитала и размера собственных средств. Неспособность удовлетворить требования кредиторов.                                                            | [ 19 ] [ 20 ] |
| ЗАО АКБ «Пресня-Банк»                                               | 1990   | 1138   | 11.03.2005 | ОД-114        | Москва          | Неисполнение федеральных законов, регулирующих банковскую деятельность. Неисполнение нормативных актов Банка России. Существенная недостоверность отчётности. Снижение величины достаточности капитала и размера собственных средств. Наличие реальной угрозы интересам кредиторов и вкладчиков.                                                    | [ 21 ] [ 22 ] |
| ООО «Инвестиционно-расчетный банк» («Инвестрасчет»)                 | 1992   | 1855   | 18.03.2005 | ОД-142        | Москва          | Неисполнение федеральных законов, регулирующих банковскую деятельность. Неисполнение нормативных актов Банка России. Неоднократное нарушение требований Федерального закона № 115-ФЗ. Нарушение установленного порядка ведения бухгалтерского учета и отчетности.                                                                                   | [ 23 ] [ 24 ] |
| ЗАО «Телекомбанк» («Северо-Западный Телекомбанк»)                   | 1992   | 168    | 29.03.2005 | 2057711100016 | Санкт-Петербург | Присоединён к ЗАО КБ «Русский Индустриальный Банк». | [ 25 ] [ 26 ] |
| Апрель                                                              |        |        |            |               |                 | |               |
| ООО КБ «Республиканское Финансовое Объединение» («РФО»)             | 2002   | 3428   | 22.04.2005 | ОД-265        | Москва          | Неисполнение федеральных законов, регулирующих банковскую деятельность. Неисполнение нормативных актов Банка России. Существенная недостоверность и задержка отчётности. Снижение величины достаточности капитала и размера собственных средств. Несвоевременное исполнение требований кредиторов.                                                  | [ 27 ] [ 28 ] |
| Май                                                                 |        |        |            |               |                 | |               |
| ООО КБ «Подворье Банк»                                              | 1993   | 2601   | 06.05.2005 | ОД-295        | Москва          | Неисполнение федеральных законов, регулирующих банковскую деятельность. Неисполнение нормативных актов Банка России. Банк не был обнаружен ни по юридическому, ни по фактическому адресам. Банк также оказал противодействие в проведении инспекционной проверки.                                                                                   | [ 29 ] [ 30 ] |
| ООО КБ «ЛИОС-Банк»                                                  | 1994   | 2963   | 13.05.2005 | ОД-304        | Москва          | Неисполнение федеральных законов, регулирующих банковскую деятельность. Неисполнение нормативных актов Банка России. Существенная недостоверность отчётности. Снижение величины достаточности капитала и размера собственных средств. Неспособность удовлетворить требования кредиторов. Наличие реальной угрозы интересам кредиторов и вкладчиков. | [ 31 ] [ 32 ] |
| ЗАО АКБ «Гранит»                                                    | 1994   | 2962   | 13.05.2005 | ОД-306        | Москва          | Неисполнение федеральных законов, регулирующих банковскую деятельность. Неисполнение нормативных актов Банка России. Существенная недостоверность отчётности. Потеря ликвидности. Неисполнение требований кредиторов. Наличие реальной угрозы интересам кредиторов и вкладчиков.                                                                    | [ 33 ] [ 34 ] |
| ЗАО НКО ФКК «Траст-Кредит»                                          | 1994   | 3059-К | 14.05.2005 | 2057711005636 | Москва          | Присоединена к ЗАО «Рунэтбанк». | [ 35 ] [ 36 ] |
| ЗАО «Банк Проектного Кредитования» («БПК»)                          | 1992   | 2159   | 20.05.2005 | ОД-325        | Москва          | Неоднократное нарушение требований Федерального закона № 115-ФЗ. | [ 37 ] [ 38 ] |
| Июнь                                                                |        |        |            |               |                 | |               |
| ОАО АБ «Золотой Стандарт»                                           | 1994   | 2723   | 09.06.2005 | 2057711900002 | Санкт-Петербург | Присоединён к Банку профсоюзной солидарности и социальных инвестиций ЗАО «Солидарность» | [ 39 ] [ 40 ] |
| ОАО РНКО «Автодор»                                                  | 1995   | 3243-К | 10.06.2005 | ОД-359        | Саратов         | Неисполнение федеральных законов, регулирующих банковскую деятельность. Неисполнение нормативных актов Банка России. Неоднократное нарушение требований Федерального закона № 115-ФЗ. | [ 41 ] [ 42 ] |
| ООО КБ «Европейско-Западно-Сибирский банк» («Еврозапсиббанк»)       | 1994   | 2826   | 17.06.2005 | ОД-379        | Москва          | Неисполнение федеральных законов, регулирующих банковскую деятельность. Неисполнение нормативных актов Банка России. Неоднократное нарушение требований Федерального закона № 115-ФЗ. | [ 43 ] [ 44 ] |

## 2 полугодие
В разделе приведены все кредитные организации, у которых во 2-м полугодии 2005 года была отозвана или аннулирована лицензия.
| Наименование                                                                  | Основ. | Лиц.   | Дата       | Приказ        | Регион          | Причина | Прим.           |
| ----------------------------------------------------------------------------- | ------ | ------ | ---------- | ------------- | --------------- | --- | --------------- |
| Июль                                                                          |        |        |            |               |                 | |                 |
| ООО КБ «Век-Банк»                                                             | 1992   | 2139   | 01.07.2005 | ОД-397        | Москва          | Неисполнение федеральных законов, регулирующих банковскую деятельность. Неисполнение нормативных актов Банка России. Неоднократное нарушение требований Федерального закона № 115-ФЗ. | [ 45 ] [ 46 ]   |
| ООО МНКО «Ростов-на-Дону»                                                     | 2001   | 3389-К | 01.07.2005 | ОД-399        | Ростов-на-Дону  | Снижение величины достаточности капитала и размера собственных средств. | [ 47 ] [ 48 ]   |
| ЗАО АКБ «Новый Русский Банк»                                                  | 1995   | 3258   | 08.07.2005 | ОД-415        | Москва          | Неисполнение федеральных законов, регулирующих банковскую деятельность. Неисполнение нормативных актов Банка России. Неоднократное нарушение требований Федерального закона № 115-ФЗ. | [ 49 ] [ 50 ]   |
| ОАО АКБ «Юстибанк»                                                            | 1992   | 2096   | 08.07.2005 | ОД-417        | Москва          | Неисполнение федеральных законов, регулирующих банковскую деятельность. Неисполнение нормативных актов Банка России. Существенная недостоверность отчётности. | [ 51 ] [ 52 ]   |
| ООО «Русский Банк Капитала» («РБК»)                                           | 1992   | 2047   | 15.07.2005 | ОД-433        | Москва          | Неисполнение федеральных законов, регулирующих банковскую деятельность. Неисполнение нормативных актов Банка России. Неспособность удовлетворить требования кредиторов. | [ 53 ] [ 54 ]   |
| ООО КБ «Международный Банк Экономического Развития» («МБЭР»)                  | 1992   | 1696   | 21.07.2005 | ОД-443        | Москва          | Неисполнение федеральных законов, регулирующих банковскую деятельность. Неисполнение нормативных актов Банка России. Снижение величины достаточности капитала и размера собственных средств. | [ 55 ] [ 56 ]   |
| Август                                                                        |        |        |            |               |                 | |                 |
| ООО АКБ «Деловая Москва»                                                      | 1994   | 3157   | 04.08.2005 | ОД-455        | Москва          | Неисполнение федеральных законов, регулирующих банковскую деятельность. Неисполнение нормативных актов Банка России. Неоднократное нарушение требований Федерального закона № 115-ФЗ. | [ 57 ] [ 58 ]   |
| ЗАО НКО «Биржевой Расчетный Центр» («БРЦ»)                                    | 1998   | 3327-К | 04.08.2005 | ОД-457        | Москва          | Решение акционеров о добровольной ликвидации. | [ 59 ] [ 60 ]   |
| ОАО КБ «Коми социальный банк» («Комисоцбанк»)                                 | 1992   | 1921   | 04.08.2005 | ОД-458        | Москва          | Решение акционеров о добровольной ликвидации. | [ 61 ] [ 62 ]   |
| ОАО КБ развития гуманитарных программ «ИнтеРУС-Банк»                          | 1993   | 2585   | 10.08.2005 | ОД-473        | Москва          | Неисполнение федеральных законов, регулирующих банковскую деятельность. Неисполнение нормативных актов Банка России. Неоднократное нарушение требований Федерального закона № 115-ФЗ. | [ 63 ] [ 64 ]   |
| ООО «Национальный Коммерческий Банк» («НКБ»)                                  | 1994   | 2730   | 18.08.2005 | ОД-492        | Москва          | Неисполнение федеральных законов, регулирующих банковскую деятельность. Неисполнение нормативных актов Банка России. Неоднократное нарушение требований Федерального закона № 115-ФЗ. | [ 65 ] [ 66 ]   |
| ОАО «Коммерческий фермерский земельный Банк „Арат“»                           | 1992   | 1947   | 25.08.2005 | ОД-505        | Каа-Хем         | Неисполнение федеральных законов, регулирующих банковскую деятельность. Неисполнение нормативных актов Банка России. Существенная недостоверность отчётности. | [ 67 ] [ 68 ]   |
| ООО КБ «Эмал»                                                                 | 1994   | 3103   | 25.08.2005 | ОД-507        | Москва          | Неисполнение федеральных законов, регулирующих банковскую деятельность. Неисполнение нормативных актов Банка России. Неоднократное нарушение требований Федерального закона № 115-ФЗ. | [ 69 ] [ 70 ]   |
| Сентябрь                                                                      |        |        |            |               |                 | |                 |
| ООО «Оптимумбанк»                                                             | 1991   | 94     | 01.09.2005 | ОД-514        | Москва          | Неисполнение федеральных законов, регулирующих банковскую деятельность. Неисполнение нормативных актов Банка России. Рискованная кредитная политика, отсутствие адекватных резервов по кредитным рискам, нарушение правил ведения бухгалтерского учета и представление недостоверной отчетности. | [ 71 ] [ 72 ]   |
| ООО «Арбат-Банк»                                                              | 1994   | 3074   | 08.09.2005 | ОД-526        | Москва          | Неисполнение федеральных законов, регулирующих банковскую деятельность. Неисполнение нормативных актов Банка России. Неоднократное нарушение требований Федерального закона № 115-ФЗ. | [ 73 ] [ 74 ]   |
| ОАО АКБ «Алмаззолото Банк»                                                    | 1994   | 3196   | 08.09.2005 | ОД-528        | Москва          | Неисполнение федеральных законов, регулирующих банковскую деятельность. Неисполнение нормативных актов Банка России. Существенная недостоверность отчётности. | [ 75 ] [ 76 ]   |
| ОАО АКБ «Геоинвестбанк»                                                       | 1994   | 2641   | 14.09.2005 | 2058604650157 | Тверь           | Присоединён к ОАО «Сибирский банк развития бизнеса». | [ 77 ] [ 78 ]   |
| ЗАО АКБ «Алгонбанк»                                                           | 1994   | 3032   | 15.09.2005 | ОД-537        | Москва          | Неисполнение федеральных законов, регулирующих банковскую деятельность. Неисполнение нормативных актов Банка России. Снижение величины достаточности капитала и размера собственных средств. Существенная недостоверность отчётности.                                                            | [ 79 ] [ 80 ]   |
| ООО КБ «Новая Экономическая Позиция» («НЭП Банк»)                             | 1992   | 2075   | 15.09.2005 | ОД-539        | Москва          | Неисполнение федеральных законов, регулирующих банковскую деятельность. Неисполнение нормативных актов Банка России. Неоднократное нарушение требований Федерального закона № 115-ФЗ. | [ 81 ] [ 82 ]   |
| ОАО АКБ «Автобанк-НИКОЙЛ»                                                     | 1991   | 30     | 20.09.2005 | 2050200016337 | Москва          | Присоединены к ОАО «УРАЛСИБ». | [ 83 ] [ 84 ]   |
| ОАО АБ «Инвестиционно-банковская группа НИКойл» («ИБГ НИКойл»)                | 1990   | 409    | 20.09.2005 | 2050200016359 | Москва          | Присоединены к ОАО «УРАЛСИБ». | [ 85 ] [ 86 ]   |
| ОАО КБ «Брянский Народный Банк» («БНБ»)                                       | 1994   | 2784   | 20.09.2005 | 2050200016370 | Брянск          | Присоединены к ОАО «УРАЛСИБ». | [ 87 ] [ 88 ]   |
| ОАО АКБ «Кузбассугольбанк»                                                    | 1992   | 1898   | 20.09.2005 | 2050200016392 | Кемерово        | Присоединены к ОАО «УРАЛСИБ». | [ 89 ] [ 90 ]   |
| Октябрь                                                                       |        |        |            |               |                 | |                 |
| ООО КБ «Бризбанк»                                                             | 1994   | 2947   | 06.10.2005 | 2117711015233 | Москва          | Решение участников о добровольной ликвидации. | [ 91 ] [ 92 ]   |
| ООО «Пошехонский региональный сельскохозяйственный банк» (Банк «Пошехонский») | 1990   | 1255   | 27.10.2005 | ОД-612        | Пошехонье       | Неисполнение федеральных законов, регулирующих банковскую деятельность. Неисполнение нормативных актов Банка России. Существенная недостоверность отчётности. Неспособность удовлетворить требования кредиторов.                                                                                 | [ 93 ] [ 94 ]   |
| Ноябрь                                                                        |        |        |            |               |                 | |                 |
| ООО КБ «Интерхимбанк» («ИХБ»)                                                 | 1994   | 2912   | 14.11.2005 | ОД-640        | Москва          | Решение акционеров о добровольной ликвидации. | [ 95 ] [ 96 ]   |
| ООО КБ «Банк Корпорации Резервных Фондов» («Банк КРФ»)                        | 1994   | 2977   | 14.11.2005 | ОД-641        | Москва          | Неисполнение федеральных законов, регулирующих банковскую деятельность. Неисполнение нормативных актов Банка России. Несвоевременное удовлетворение требований кредиторов и вкладчиков. | [ 97 ] [ 98 ]   |
| Декабрь                                                                       |        |        |            |               |                 | |                 |
| ЗАО АКБ «Национальный Капитал»                                                | 1992   | 1758   | 05.12.2005 | ОД-684        | Москва          | Неисполнение федеральных законов, регулирующих банковскую деятельность. Неисполнение нормативных актов Банка России. Снижение величины достаточности капитала и размера собственных средств. Неспособность удовлетворить требования кредиторов.                                                  | [ 99 ] [ 100 ]  |
| ООО КБ «МакПромБанк»                                                          | 1994   | 3075   | 05.12.2005 | ОД-686        | Москва          | Неисполнение федеральных законов, регулирующих банковскую деятельность. Неисполнение нормативных актов Банка России. Неоднократное нарушение требований Федерального закона № 115-ФЗ. | [ 101 ] [ 102 ] |
| ООО КБ «Промавтобанк»                                                         | 1992   | 2016   | 06.12.2005 | 2057806328974 | Самара          | Присоединён к ЗАО «Балтинвестбанк». | [ 103 ] [ 104 ] |
| ОАО «Нижегородский Социальный Коммерческий Банк „Гарантия“»                   | 1994   | 2651   | 08.12.2005 | 2055200030060 | Нижний Новгород | Присоединён к ЗАО «Саровбизнесбанк». | [ 105 ] [ 106 ] |
| ЗАО «Свердлсоцбанк» («ССБ»)                                                   | 1990   | 579    | 29.12.2005 | 2056605629397 | Екатеринбург    | Присоединён к Уральскому Банку Реконструкции и Развития. | [ 107 ] [ 108 ] |

## Статистика

### Закрытие по месяцам
| Закрытие по месяцам | Закрытие по месяцам | Закрытие по месяцам | Закрытие по месяцам | Закрытие по месяцам |
| Месяц               |                     |                     |                     | Количество          |
| ------------------- | ------------------- | ------------------- | ------------------- | ------------------- |
| Январь              |                     |                     | 3                   |                     |
| Февраль             |                     |                     | 5                   |                     |
| Март                |                     |                     | 4                   |                     |
| Апрель              |                     |                     | 1                   |                     |
| Май                 |                     |                     | 5                   |                     |
| Июнь                |                     |                     | 3                   |                     |
| Июль                |                     |                     | 6                   |                     |
| Август              |                     |                     | 7                   |                     |
| Сентябрь            |                     |                     | 10                  |                     |
| Октябрь             |                     |                     | 2                   |                     |
| Ноябрь              |                     |                     | 2                   |                     |
| Декабрь             |                     |                     | 5                   |                     |

### Комментарии
1. ↑  По инициативе Банка России, согласно требований статьи 20 Федерального закона «О банках и банковской деятельности».
2. ↑  По инициативе собственников компании или в порядке её реорганизации.
3. ↑  В ряде источников указана другая дата ликвидации банка — 6 июля 2009 года, однако сведения о деятельности организации после 12 января 2005 года отсутствуют.
4. ↑  В ряде источников указана другая дата ликвидации банка — 3 марта 2011 года, однако сведения о деятельности организации после 19 января 2005 года отсутствуют.
5. ↑  В ряде источников указана другая дата ликвидации банка — 21 декабря 2007 года, однако сведения о деятельности организации после 27 января 2005 года отсутствуют.
6. ↑  В ряде источников указана другая дата ликвидации банка — 2 марта 2009 года, однако сведения о деятельности организации после 10 февраля 2005 года отсутствуют.
7. ↑  В ряде источников указана другая дата ликвидации банка — 30 января 2007 года, однако сведения о деятельности организации после 10 февраля 2005 года отсутствуют.
8. ↑  В ряде источников указана другая дата ликвидации банка — 19 августа 2008 года, однако сведения о деятельности организации после 11 марта 2005 года отсутствуют.
9. ↑  В ряде источников указана другая дата ликвидации банка — 14 мая 2009 года, однако сведения о деятельности организации после 11 марта 2005 года отсутствуют.
10. ↑  В ряде источников указана другая дата ликвидации банка — 30 мая 2006 года, однако сведения о деятельности организации после 18 марта 2005 года отсутствуют.
11. ↑  В ряде источников указана другая дата ликвидации банка — 15 мая 2008 года, однако сведения о деятельности организации после 22 апреля 2005 года отсутствуют.
12. ↑  В ряде источников указана другая дата ликвидации банка — 4 февраля 2010 года, однако сведения о деятельности организации после 6 мая 2005 года отсутствуют.
13. ↑  В ряде источников указана другая дата ликвидации банка — 16 октября 2009 года, однако сведения о деятельности организации после 13 мая 2005 года отсутствуют.
14. ↑  В ряде источников указана другая дата ликвидации банка — 27 сентября 2010 года, однако сведения о деятельности организации после 13 мая 2005 года отсутствуют.
15. ↑  В ряде источников указана другая дата ликвидации банка — 5 декабря 2007 года, однако сведения о деятельности организации после 20 мая 2005 года отсутствуют.
16. ↑  В ряде источников указана другая дата ликвидации банка — 18 октября 2006 года, однако сведения о деятельности организации после 10 июня 2005 года отсутствуют.
17. ↑  В ряде источников указана другая дата ликвидации банка — 18 октября 2007 года, однако сведения о деятельности организации после 17 июня 2005 года отсутствуют.
18. ↑  В ряде источников указана другая дата ликвидации банка — 15 июля 2009 года, однако сведения о деятельности организации после 1 июля 2005 года отсутствуют.
19. ↑  В ряде источников указана другая дата ликвидации банка — 22 мая 2006 года, однако сведения о деятельности организации после 1 июля 2005 года отсутствуют.
20. ↑  В ряде источников указана другая дата ликвидации банка — 11 июля 2006 года, однако сведения о деятельности организации после 8 июля 2005 года отсутствуют.
21. ↑  В ряде источников указана другая дата ликвидации банка — 28 сентября 2006 года, однако сведения о деятельности организации после 8 июля 2005 года отсутствуют.
22. ↑  В ряде источников указана другая дата ликвидации банка — 15 августа 2007 года, однако сведения о деятельности организации после 15 июля 2005 года отсутствуют.
23. ↑  В ряде источников указана другая дата ликвидации банка — 24 августа 2007 года, однако сведения о деятельности организации после 21 июля 2005 года отсутствуют.
24. ↑  В ряде источников указана другая дата ликвидации банка — 23 апреля 2008 года, однако сведения о деятельности организации после 4 августа 2005 года отсутствуют.
25. ↑  В ряде источников указана другая дата ликвидации банка — 16 июня 2011 года, однако сведения о деятельности организации после 4 августа 2005 года отсутствуют.
26. ↑  В ряде источников указана другая дата ликвидации банка — 21 сентября 2006 года, однако сведения о деятельности организации после 4 августа 2005 года отсутствуют.
27. ↑  В ряде источников указана другая дата ликвидации банка — 21 декабря 2009 года, однако сведения о деятельности организации после 10 августа 2005 года отсутствуют.
28. ↑  В ряде источников указана другая дата ликвидации банка — 7 ноября 2007 года, однако сведения о деятельности организации после 18 августа 2005 года отсутствуют.
29. ↑  В ряде источников указана другая дата ликвидации банка — 15 января 2007 года, однако сведения о деятельности организации после 25 августа 2005 года отсутствуют.
30. ↑  В ряде источников указана другая дата ликвидации банка — 25 февраля 2009 года, однако сведения о деятельности организации после 25 августа 2005 года отсутствуют.
31. ↑  В ряде источников указана другая дата ликвидации банка — 14 июля 2008 года, однако сведения о деятельности организации после 1 сентября 2005 года отсутствуют.
32. ↑  В ряде источников указана другая дата ликвидации банка — 9 ноября 2006 года, однако сведения о деятельности организации после 8 сентября 2005 года отсутствуют.
33. ↑  В ряде источников указана другая дата ликвидации банка — 18 июня 2008 года, однако сведения о деятельности организации после 8 сентября 2005 года отсутствуют.
34. ↑  В ряде источников указана другая дата ликвидации банка — 18 апреля 2008 года, однако сведения о деятельности организации после 15 сентября 2005 года отсутствуют.
35. ↑  В ряде источников указана другая дата ликвидации банка — 25 сентября 2008 года, однако сведения о деятельности организации после 15 сентября 2005 года отсутствуют.
36. ↑  В ряде источников указана другая дата ликвидации банка — 27 февраля 2012 года, однако сведения о деятельности организации после 27 октября 2005 года отсутствуют.
37. ↑  В ряде источников указана другая дата ликвидации банка — 17 июля 2007 года, однако сведения о деятельности организации после 14 ноября 2005 года отсутствуют.
38. ↑  В ряде источников указана другая дата ликвидации банка — 25 июня 2008 года, однако сведения о деятельности организации после 14 ноября 2005 года отсутствуют.
39. ↑  В ряде источников указана другая дата ликвидации банка — 11 февраля 2014 года, однако сведения о деятельности организации после 5 декабря 2005 года отсутствуют.
40. ↑  В ряде источников указана другая дата ликвидации банка — 12 декабря 2007 года, однако сведения о деятельности организации после 5 декабря 2005 года отсутствуют.